# Nostradameus
Nostradameus — пауэр-метал-группа из шведского Гётеборга. Была сформирована в 1998 году и активна по сегодняшний день. Их последний релиз вышел в 2009 году и называется Illusion’s Parade.

## Участники

### Действующие
- Freddy Persson — вокал
- Jake Fredén — гитара
- Lennart Specht — гитара
- Thomas Antonsson — бас-гитара
- Esko Salow — ударные

### Бывшие
- Michael Åberg — гитара
- Erik Söderman — гитара
- Gustav Nahlin — ударные
- Jesse Lindskog — ударные

## История
История этого шведского коллектива началась 12 мая 1998 года, когда Фредди Перссон и Джейк Фредон сидели в машине и слушали музыку в стиле «Helloween», «Iron Maiden» и «Judas Priest». Именно тогда им и пришла в голову идея организовать свою команду, продолжающую традиции мелодичного хеви-метала. К тому времени Джейк уже играл с дэт-группой «Vapid», в которой был талантливый барабанщик Густав. Парни упросили его присоединиться к новому проекту, но оставалось найти ещё одного гитариста. Проблема разрешилась быстро, и вакансию занял ещё один общий знакомый, Эрик Содерман (кстати, тоже участник «Vapid»). С басистом было тяжелее, поэтому пришлось Фредди взять эти обязанности на себя. Раньше он играл только на гитаре, но после нескольких репетиций освоил и басуху.
Вскоре «Nostradameus» приняли участие в двух рок-акциях, проходивших у них в городе, на одной из которых команду заприметил Магнус Лундбок, глава лейбла «Gain Productions». Магнус поинтересовался, есть ли у группы какое-нибудь демо, и, получив от удивлённых музыкантов отрицательный ответ, предложил им поработать в его студии. В результате в декабре 1998 года уже была готова первая плёнка, которую музыканты разослали пяти немецким звукозаписывающим фирмам.Через пару недель пришёл положительный ответ от «AFM Records», с которой и был заключен контракт в апреле 1999 года. В течение весны и лета 1999-го группа занималась подготовкой материала для своего первого альбома. А уже в ноябре «Nostradameus» приступили к студийной работе. Сведение записи решено было делать в хельсинкской «Finnvox Studio». Но к тому времени Густав и Эрик решили покинуть группу, решив, что она отнимает у них слишком много времени. Не очень-то расстроенные Фредди и Джейк принялись искать новых партнёров. Первым, с кем они вошли в контакт, стал Майкл Аберг, талантливый гитарист, игравший в группе под названием «M.M.M.». Заручившись его согласием присоединиться к «Nostradameus», группа продолжила поиски ударника.
Вскоре после этого Джейку попалось на глаза объявление, гласившее что «барабанщик желает поучаствовать в каком-либо хард-роковом или металлическом проекте». Этим парнем оказался Джесс Линдског, с восторгом принявший предложение друзей. Обновлённый квартет взялся за репетиции, но тут выяснилось, что не хватает басиста. В студии Фредди, конечно, мог совмещать две обязанности, однако на концертах это ему давалось тяжело. Тогда Джессу пришла в голову идея пригласить в команду своего давнего друга Томаса Антонссона, который уже играл на басу в разных группах. Впятером группа приступила к дальнейшей работе над вторым альбомом «The Prophet Of Evil». Диск появился на прилавках в августе 2001 года и получил очень хорошие обзоры в прессе. «Nostradameus» собрались было в европейское турне в компании с «Edguy», но тут в силу личных причин ушёл Линдског. На сей раз группу выручил Томас, предложивший кандидатуру своего друга Эско Салоу. В обновлённом составе коллектив отправился на гастроли, прошедшие с большим успехом. Летом 2002-го начались сессии третьего альбома, который получился несколько грубее и тяжелее своих предшественников.
Промотур «The Third Prophecy» музыканты провели в компании «HammerFall» и «Masterplan». Где-то в это же время Джейк и Фредди замутили сайд-проект «Wiz», однако это не помешало выходу четвёртой полнометражки, «Hellbound». Уже после её релиза выяснилось, что Перссон решил совместить работу в группе с обучением в полицейской академии. Майкл же переметнулся в другой проект («Destiny»), и во время сессий «Pathway» его официально заменил Леннарт Спехт.

## Дискография
- 2000 — Words Of Nostradameus
- 2001 — The Prophet Of Evil
- 2003 — The Third Prophecy
- 2004 — Hellbound
- 2007 — Pathway
- 2009 — Illusion's Parade